# 馬邑小経
『馬邑小経』（ばゆうしょうきょう、巴: Mahāassapura-sutta, マハーアッサプラ・スッタ）とは、パーリ仏典経蔵中部に収録されている第40経。『小馬邑経』（しょうばゆうきょう）、『小アッサプラ経』（しょうアッサプラきょう）とも。
類似の伝統漢訳経典としては、『中阿含経』（大正蔵26）の第183経「馬邑経」等がある。
釈迦が、アンガ国のアッサプラ（馬邑）にて、比丘たちに仏法を説いていく。